# Stazione di San Giorgio di Nogaro
Stazione di San Giorgio di Nogaro vasútállomás Olaszországban, San Giorgio di Nogaro településen.

## Vasútvonalak
Az állomást az alábbi vasútvonalak érintik:
- Velence–Trieszt-vasútvonal
- Palmanova-San Giorgio di Nogaro-vasútvonal

## Kapcsolódó állomások
A vasútállomáshoz az alábbi állomások vannak a legközelebb:
- Stazione di Torviscosa
- Stazione di Muzzana del Turgnano
- Stazione di Bagnaria Arsa